# پارک ملی گلستان

پارک ملی گلستان یا بوستان ملی گلستان، منطقهٔ حفاظت‌شده‌ای در شرق استان گلستان و غرب استان خراسان شمالی است. این منطقه قدیمی‌ترین پارک ملی زیبای ثبت شده در کشور ایران و پناهگاهی کم‌نظیر برای حیات‌وحش است که ۱۳۵۰ گونهٔ گیاهی و ۳۰۲ گونهٔ جانوری، از جمله نیمی از گونه‌های پستان‌داران ایران را در حدود ۹۰۰ کیلومتر مربع مساحت خود جای داده‌ و به‌همین‌دلیل از سوی یونسکو به‌عنوان ذخیره‌گاه زیست‌کره در میراث جهانی یونسکو به ثبت رسیده‌است.
جنگل گلستان در شرق استان گلستان به‌نوعی دروازه ورود به شمال کشور و این استان سرسبز شمالی برای مردم شرق و شمال‌شرق و حتی جنوب‌شرق کشور است که برای مسافرت به شمال ایران این جاده را انتخاب کرده‌اند. این جاده زیبا در بعضی از روزهای سال مانند ایام مذهبی و تعطیلات مختلف مانند عید نوروز به‌دلیل موقعیت خاص آن برای مسافران بارگاه منور رضوی و مسافران‌ شمال کشور مورد بازدید گردش‌گران داخلی و خارجی می‌باشد. جنگل گلستان بدون‌تردید ارزشمندترین منطقه ایران چه از لحاظ کمیت و چه از نظر تنوع حیات جانوری و گیاهی است. تنوع زیستی پارک ملی گلستان حتی فراتر از برخی کشورهای اروپایی است که صدها برابر این پارک وسعت دارند. نام استان گلستان هم از روی این منطقه انتخاب شده‌است.
پارک ملی گلستان از بهترین زیستگاه‌های پستان‌داران بزرگی چون پلنگ، خرس قهوه‌ای، گرگ، وشق، مرال، شوکا، گوسفند وحشی و بز وحشی، آهوی ایرانی و گراز است و به‌ویژه به‌خاطر جمعیت فراوان قوچ و میش اوریال معروف است. جمعیت قوچ‌‌ها و میش‌های این پارک ملی در دهه ۱۳۵۰ حدود ۱۵۰ هزار رأس برآورد شده‌بود که معادل نزدیک به سه‌چهارم کل جمعیت گوسفندان اوریال دنیا می‌شد.
درحال حاضر امکان کمپینگ و شب‌مانی در جنگل وجود ندارد. برای بازدید بیش‌تر از یک روز، می‌بایست هنگام تاریکی از پارک خارج شده و شب را در خانه‌های روستایی نزدیک به پارک گذراند و در طلوع روز بعد به پارک بازگشت.

## تاریخچه

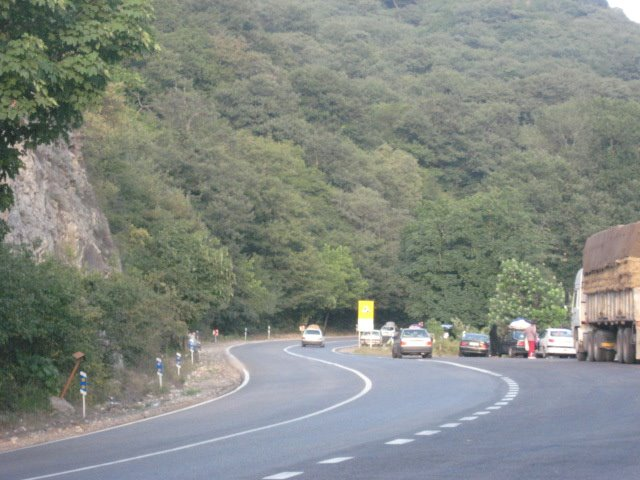
جاده ۲۲,در میانهٔ جنگلِ گلستان

این جنگل در ۱۹ مرداد ۱۳۳۶ به نام «منطقه حفاظت شده آلمه وایشکی» تحت حفاظت کانون شکار قرار گرفت. در شهریور ۱۳۴۲ به «پارک محمدرضا شاه» تغییر نام داد و در ۲۲ فروردین ۱۳۴۳ «پارک وحش» نامیده شد. در شهریور ۱۳۵۰ محدوده‌ای در شرق پارک به نام «قُرخود» با وسعت ۳۴ هزار هکتار به آن الحاق شد و در ۱۳۵۳ عنوان پارک وحش به «پارک ملی» تغییر داده شد.
در سال ۱۳۵۴ اولین پارک ملی ایران شد که در فهرست میراث جهانی یونسکو به عنوان یکی از ۵۰ ذخیره‌گاه زیست‌محیطی کره زمین به ثبت رسیده‌است. بعد از پیروزی انقلاب در بهمن ۱۳۵۷ دو منطقه قرخود و آلمه مجدداً از یکدیگر جدا شدند و پارک فعلی به «پارک ملی گلستان» تغییر نام داد که تحت حفاظت سازمان محیط زیست است.
پارک ملی گلستان همچنین پانزدهمین اثر ملی است که توسط سازمان میراث فرهنگی در ۳ دی ۱۳۸۷ در فهرست میراث طبیعی ایران قرار گرفت.

## جاده گلستان
اصلی‌ترین مسیر ارتباطی شمال کشور و استان خراسان شمالی (و محور ارتباطی بجنورد-گرگان) از این جنگل می‌گذرد. این جاده دقیقاً در طولانی‌ترین و گودترین دره این منطقه کوهستانی احداث شده‌است که از روستای تنگراه در غرب پارک ملی آغاز شده و تا روستای دشت مماس با حد جنوبی پارک به سمت بجنورد امتداد می‌یابد. رودخانه مادرسو (دوغ) در این دره جریان دارد که نهایتاً به گرگان‌رود می‌ریزد. کمتر از یک‌چهارم پارک در جنوب جاده قرار می‌گیرد که از تنگه تا قریه دشت حدود ۲۰ هزار هکتار را شامل می‌شود و بقیه در قسمت شمالی است.
یکی از مهم‌ترین خطرات زیست‌محیطی جنگل گلستان وجود این جاده و حجم بالای تردد در آن است. آمار کشته شدن پستانداران پارک ملی گلستان در این جاده بسیار بالا است. تنها در سال ۱۳۸۴ بیش از ۱۳۰ گونه حیوان و حدود ۶۰ جغد در برخورد با ماشین‌ها قربانی شدند. در سیل مهیب مرداد ۱۳۸۰ در منطقه بسیاری از کشته‌شدگان (۲۴۷ جسد انسان کشف شد) از مسافران این جاده بودند. در سال‌های ۸۱، ۸۲ و ۸۳ نیز سیل‌های دیگری تلفات و خسارات‌های زیادی را بر این جاده وارد کرد. سیل‌های متوالی علاوه بر تلفات انسانی و حیوانی و خسارات مالی به نابودی بخش‌هایی از جنگل نیز منجر شد.
از سال ۱۳۵۰ تاکنون گهگاه اعلام شده و حتی در دولت نیز به تصویب رسیده که این جاده به یک مسیر توریستی تبدیل شود و جادهٔ اصلی فعلی به مسیر گرگان-کلاله - چهار داغ – گلی‌داغ - اسلام‌آباد - آشخانه-بجنورد منتقل شود.
در داخل پارک ۱۲ پاسگاه محیط بانی وجود دارد که ۴ پاسگاه به دلیل کمبود نیرو غیرفعال‌اند. کل کادر پارک ۵۳ نفر است که از این تعداد ۳۲ نفر تنها مأمور اجرایی هستند و در هر شیفت حداکثر ۲۰ نیرو از پارک حفاظت می‌کند.

## جغرافیا
گلستان، بزرگ‌ترین پارک طبیعی ایران است. مساحت آن در برخی منابع بیش از ۹۱ هزار هکتار و در برخی منابع ۸۷۴۰۲ هکتار ذکر شده‌است. محیط پارک حدود ۱۹۸ کیلومتر است. حد غربی پارک ملی گلستان از روستای تنگراه در استان گلستان شروع می‌شود و حد شرقی آن در روستای رباط قره‌بیل واقع در استان خراسان شمالی پایان می‌یابد. بیشتر پارک در استان گلستان، حدود ۳۴ درصد آن در استان خراسان شمالی و بخش ناچیزی نیز در استان سمنان قرار دارد.
اختلاف ارتفاع در پارک حدود ۲۰۰۰ متر است (از ۲۴۱۱ متر تا ۴۰۰ متر از سطح دریا) که همین طیف ارتفاعی تنوع زیستگاه‌ها و ریزبوم‌های متعددی را ایجاد کرده‌است. میانگین بارندگی در مناطق مختلف این جنگل هم از حدود ۷۰۰ میلی‌متر (مناطق جنگلی آن ) و کمتر در پارک آن متغیر است.
آبشار آق سو و آبشار جنگل گلستان با ارتفاع ۷۰ متر و آب‌دهی ۳۰ لیتر بر ثانیه از آبشارهای معروف این پارک‌اند.
همچنین در این پارک رودخانه‌های متعددی جریان دارد و بیش از ۲۱ دهنه چشمه در آن شناسایی شده‌است که مهم‌ترین آنان را می‌توان رودخانه مادرسو، زاو، قرتو، چشمه‌های گلشن، گلستان، جانو، سردارخانه، دوشان، آق سو، کرکولی نام برد.
از مهم‌ترین کوه‌ها و دره‌های این بوستان می‌توان به ارتفاعات قره قون، تنگه گل، شاخا، یکه قدم، المه، قره قاشلی، قوفی قورچی و دره‌های آلمه، آنسر، قرغون، آق سو، آلی دالی، آدنس، جمشیدآباد، قزقلعه، آلوباغ و خشک اشاره کرد.

## حیات وحش
یک‌هشتم گونه‌های گیاهی، یک‌سوم گونه‌های پرندگان و بیش از ۵۰ درصد از گونه‌های پستانداران کشور در این پارک زندگی می‌کنند.
۶۹ گونه پستاندار وابسته به ۶ راسته، ۲۱ خانواده و ۵۰ سرده در پارک ملی گلستان شناسایی شده‌است. پلنگ و خرس قهوه‌ای از گوشت‌خواران بزرگ پارک ملی هستند. 
پارک ملی گلستان دارای بیشترین جمعیت پلنگ ایرانی نسبت به تمام جهان است و ارتفاعات شرق پارک دارای جمعیت بالایی از این گونه هستند. این منطقه از مناطقی است که میتوان در آن خرس قهوه ای را علاوه بر مناطق جنگلی در مناطق دشتی و خشک مشاهده کرد.آهوی گواتردار در دشت های جنوب شرق پارک با تراکم زیاد یافت میشود. در سال‌های اخیر به لطف دوربین های تله ای و گشت های شبانه حضور کفتار بار ها در پارک ثابت شده است. سمور جنگلی از گوشتخوارانی است که شواهدی از حضور آن در پارک ملی گلستان وجود دارد. دیگر پستانداران مهم ساکن این جنگل شامل مرال، شوکا، گراز، گوسفند وحشی (قوچ و میش)، بز کوهی (کل و بز)، گرگ، گربه جنگلی، گربه وحشی، گربه پالاس، تشی، گرگ، وشق، روباه سرخ می‌شود. از راسته خفاش‌ها تاکنون ۱۸ گونه در این پارک شناسایی شده‌ است.
این منطقه از بهترین زیست‌گاه‌های گوسفند وحشی اوریال بزرگ‌ترین و قدیمی‌ترین زیرگونهٔ گوسفند وحشی ایران است و یکی از خالص‌ترین جمعیت‌های قوچ و میش اوریال را در خود جای داده‌است. جمعیت این حیوان در جنگل گلستان در دهه ۱۳۵۰ حدود ۱۵۰ هزار رأس برآورد شده‌بود که معادل نزدیک به سه‌چهارم کل جمعیت گوسفندان وحشی اوریال دنیا می‌شد.
اکنون گرچه جمعیت آن‌ها قطعاً کاهش زیادی داشته، اما هنوز نیز مشاهده آن‌ها بخصوص در ارتفاعات جنوبی پارک آسان است و به نوعی به یکی از نمادهای پارک تبدیل شده‌اند.
یکی از ویژگی‌های منحصر به‌فرد این پارک برای گردشگران، حضور پرتعداد گرازها، برای غذا گرفتن از انسان ها و بدون ترس از انسان در جاده ای است که از مرکز پارک می گذرد. این مورد از دیدگاه متخصصین امری ناصحیح و غیر اصولی است که در چرخه ی زیست گراز و جنگل‌های هیرکانی تاثیرات منفی میگذارد. نترسیدن حیوانات وحشی از انسان‌ها در برخی کشورها امری کاملاً طبیعی است اما در ایران پدیده‌ای نادر و عجیب محسوب می‌شود. البته این وضعیت فقط در مورد گراز وجود دارد و بقیه حیوانات پارک مثل تمام حیوانات ایران به‌شدت از انسان هراسان و گریزانند.
۱۴۹ گونه پرنده متعلق به ۱۵ راسته، ۴۲ تیره و ۸۹ سرده در پارک ملی گلستان شناسایی شده‌است که از این تعداد پرنده ۴۸ نوع در فصل بهار و تابستان در منطقه مشاهده می‌شود و ۶۲ گونه بومی پارک ملی هستند. مهمترین این پرندگان شامل قرقاول، کبک، تیهو، کوکر سینه‌سیاه، ابیا، بلدرچین معمولی، انواع دارکوب، بلبل، توکا، سهره ها، زردپره ها، مگس‌گیرها، زنبورخوار ها و چرخریسک ها و پرندگان شکاری و جغد ها همچون قرقی، شاهبوف، دلیجه، سارگپه پابلند، سارگپه، عقاب دوبرادر، دال سیاه، دال، عقاب دریایی دم‌سفید، بالابان، طرلان و هما می‌شوند.
گیاهان اصلی پارک به دلیل وجود اقلیم‌های مختلف متنوع است. مهم‌ترین گونه‌های گیاهی شامل بلوط، بلند مازو، ممرز، انجیلی، افرا، نمدار، خرمندی (از خانوادهٔ آبنوس)، زبان گنجشک، پلت، شیردار، کرکو، آزاد، آوری، توسکا، شیردار، بارانک، انجیر، توت، ملچ، داغداغان، ازگیل، ولیک، زالزالک، سیاه تلو، گوجه وحشی، شیر خشت، گردو، تمشک، انار وحشی، گلابی وحشی، زرشک، تاغ، گز، پرند، کاروان‌کش، کلاه میرحسن، گون، چوبک، درمنه، خار شتر و ارس می‌شود.
از مجموع جانوران موجود در این جنگل ۱۹ گونه در خطر انقراض است پلنگ از جمله آن‌هاست. مرال، شوکا، کل و بز، و قوچ و میش هم از جمله گونه‌هایی اند که بیشتر مورد شکار غیرمجاز قرار می‌گیرند.